# 胡特里布戴克大堤

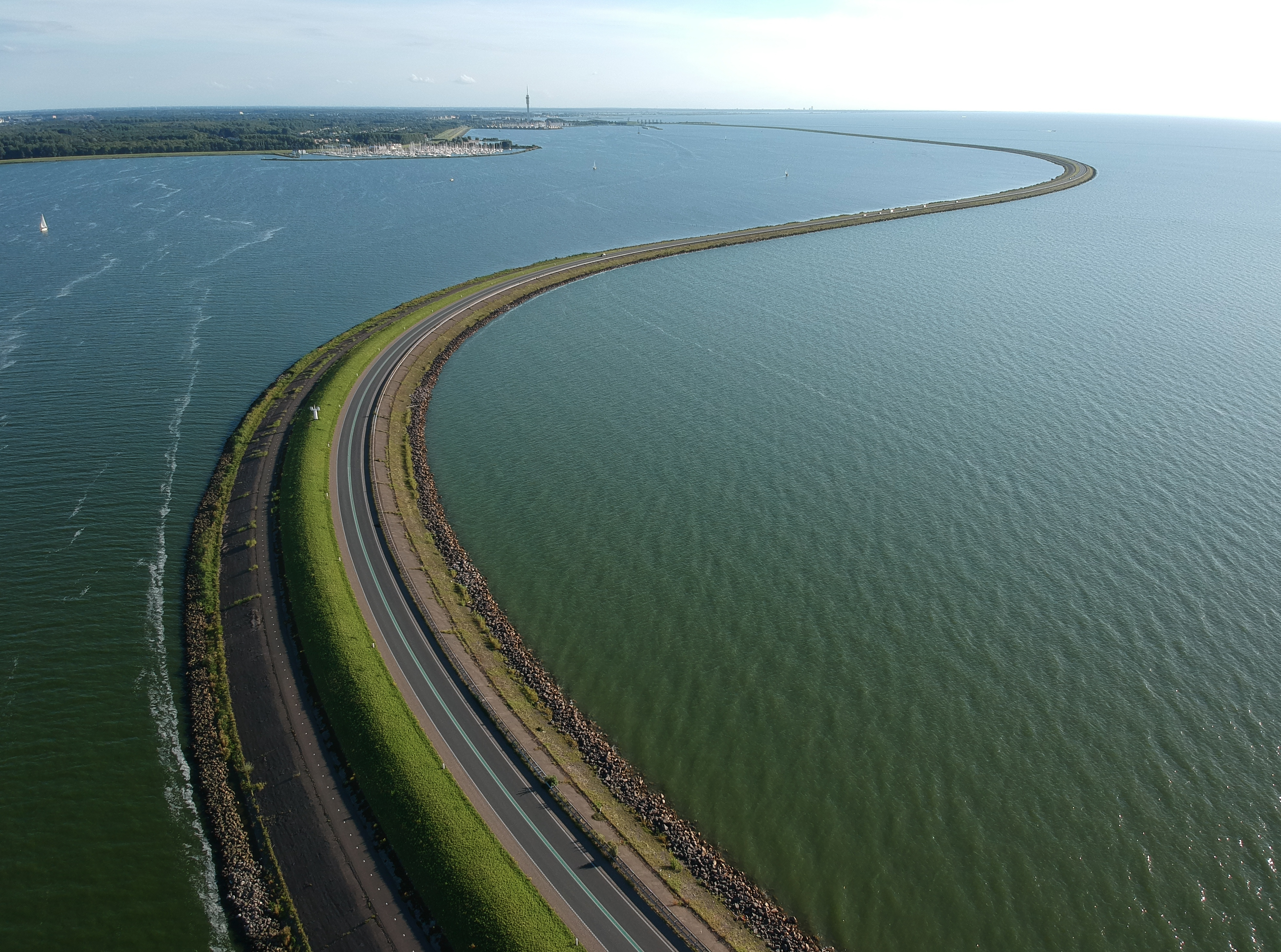
胡特里布戴克大堤，前方為萊利斯塔德

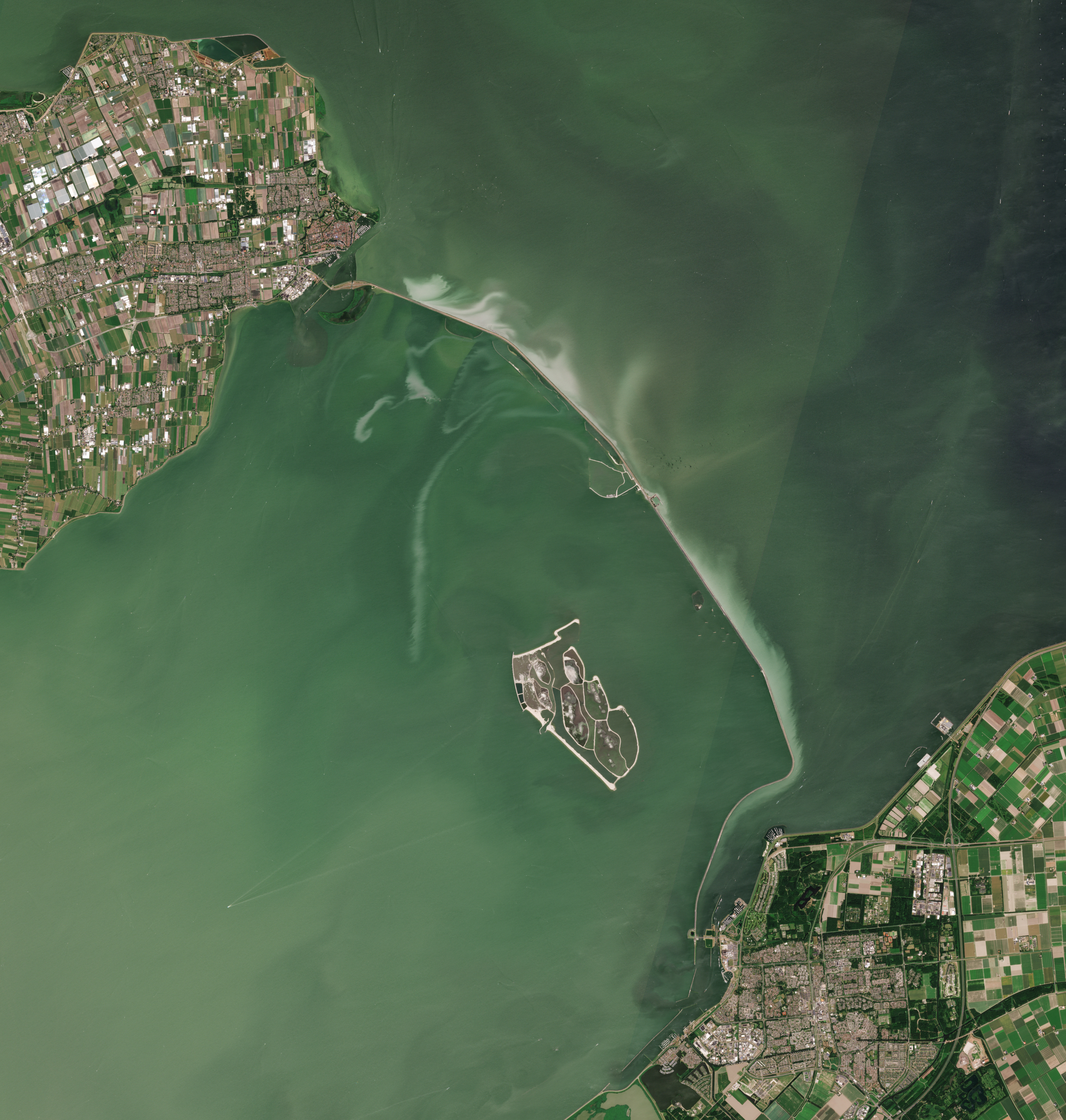
衛星照片

胡特里布戴克大堤（荷蘭語：Houtribdijk）是荷蘭的一座堤壩，建於1963年至1975年之間，是連接弗萊福蘭省萊利斯塔德和北荷蘭省恩克赫伊森的須德海工程的一部分。堤防的西側是馬肯湖，東側是愛塞湖。